# Voronivka, Kaharlîk
Voronivka (în ucraineană Воронівка) este un sat în comuna Halcea din raionul Kaharlîk, regiunea Kiev, Ucraina.

## Demografie
Componența lingvistică a localității Voronivka
     Ucraineană (100%)
Conform recensământului din 2001, toată populația localității Voronivka era vorbitoare de ucraineană (100%).